# 6 Horas del Circuito de las Américas 2013
Las 6 Horas del Circuito de las Américas 2013 fue un evento de carreras deportivas de resistencia celebrado en el Circuito de las Américas, Austin, EE. UU., los días 20 a 22 de septiembre de 2013, y se desempeñó como la quinta ronda de la Temporada 2013 del Campeonato Mundial de Resistencia. Tom Kristensen, Loïc Duval y Allan McNish de Audi ganaron la carrera conduciendo el Audi R18 e-tron quattro No.2.

## Clasificación
Los ganadores de las poles en cada clase están marcados en negrita.
| Pos | Clase     | Equipo                         | Tiempo   | Grilla |
| --- | --------- | ------------------------------ | -------- | ------ |
| 1   | LMP1      | No. 2 Audi Sport Team Joest    | 1:48.355 | 1      |
| 2   | LMP1      | No. 1 Audi Sport Team Joest    | 1:48.617 | 2      |
| 3   | LMP1      | No. 8 Toyota Racing            | 1:49.696 | 3      |
| 4   | LMP1      | No. 12 Rebellion Racing        | 1:52.081 | 4      |
| 5   | LMP2      | No. 26 G-Drive Racing          | 1:54.951 | 5      |
| 6   | LMP2      | No. 24 OAK Racing              | 1:55.961 | 6      |
| 7   | LMP2      | No. 35 OAK Racing              | 1:56.033 | 7      |
| 8   | LMP2      | No. 49 Pecom Racing            | 1:56.248 | 8      |
| 9   | LMP2      | No. 25 Delta-ADR               | 1:57.067 | 9      |
| 10  | LMP2      | No. 31 Lotus                   | 1:57.817 | 10     |
| 11  | LMP2      | No. 41 Greaves Motorsport      | 1:57.940 | 11     |
| 12  | LMP2      | No. 32 Lotus                   | 1:59.453 | 12     |
| 13  | LMGTE Pro | No. 99 Aston Martin Racing     | 2:04.628 | 14     |
| 14  | LMGTE Pro | No. 91 Porsche AG Team Manthey | 2:04.898 | 15     |
| 15  | LMGTE Pro | No. 98 Aston Martin Racing     | 2:04.919 | 16     |
| 16  | LMGTE Pro | No. 71 AF Corse                | 2:05.073 | 17     |
| 17  | LMGTE Pro | No. 92 Porsche AG Team Manthey | 2:05.088 | 18     |
| 18  | LMGTE Pro | No. 97 Aston Martin Racing     | 2:05.214 | 19     |
| 19  | LMGTE Pro | No. 51 AF Corse                | 2:05.348 | 20     |
| 20  | LMGTE Am  | No. 81 8 Star Motorsports      | 2:06.515 | 21     |
| 21  | LMGTE Am  | No. 95 Aston Martin Racing     | 2:06.528 | 22     |
| 22  | LMGTE Am  | No. 61 AF Corse                | 2:06.593 | 23     |
| 23  | LMGTE Am  | No. 96 Aston Martin Racing     | 2:07.117 | 24     |
| 24  | LMGTE Am  | No. 76 IMSA Performance Matmut | 2:07.120 | 25     |
| 25  | LMGTE Am  | No. 88 Proton Competition      | 2:07.931 | 26     |
| 26  | LMGTE Am  | No. 50 Larbre Compétition      | 2:08.132 | 27     |
| 27  | LMGTE Am  | No. 57 Krohn Racing            | 2:10.029 | 28     |
| 28  | LMP2      | No. 45 OAK Racing              | 2:00.870 | 13     |

## Carrera
Resultados por clase
| Pos. general | Pos. clase | Clase     | N.° | Escudería               | Pilotos                                            | Automóvil                 | Vueltas | Tiempo/Retirado | Campeonato | Campeonato |
| Pos. general | Pos. clase | Clase     | N.° | Escudería               | Pilotos                                            | Automóvil                 | Vueltas | Tiempo/Retirado | Pos.       | Puntos     |
| LMP          | LMP        | LMP       | LMP | LMP                     | LMP                                                | LMP                       | LMP     | LMP             | LMP        | LMP        |
| ------------ | ---------- | --------- | --- | ----------------------- | -------------------------------------------------- | ------------------------- | ------- | --------------- | ---------- | ---------- |
| 1            | 1          | LMP1      | 2   | Audi Sport Team Joest   | Tom Kristensen Loïc Duval Allan McNish             | Audi R18 e-tron quattro   | 187     | 6:00:31.331     | 1          | 25         |
| 2            | 2          | LMP1      | 8   | Toyota Racing           | Anthony Davidson Sébastien Buemi Stéphane Sarrazin | Toyota TS030 Hybrid       | 187     | +23.617         | 2          | 18         |
| 3            | 3          | LMP1      | 1   | Audi Sport Team Joest   | André Lotterer Benoît Tréluyer Marcel Fässler      | Audi R18 e-tron quattro   | 186     | +1 vuelta       | 3          | 15         |
| 4            | 4          | LMP1      | 12  | Rebellion Racing        | Nicolas Prost Nick Heidfeld Mathias Beche          | Lola B12/60 Coupé-Toyota  | 183     | +4 vueltas      | 4          | 12         |
| 5            | 1          | LMP2      | 26  | G-Drive Racing          | Roman Rusinov John Martin Mike Conway              | Oreca 03-Nissan           | 178     | +9 vueltas      | 5          | 10         |
| 6            | 2          | LMP2      | 49  | PeCom Racing            | Luis Pérez Companc Nicolas Minassian Pierre Kaffer | Oreca 03-Nissan           | 177     | +10 vueltas     | 6          | 8          |
| 7            | 3          | LMP2      | 32  | Lotus                   | Thomas Holzer Dominik Kraihamer Jan Charouz        | Lotus T128                | 174     | +13 vueltas     | 7          | 6          |
| 8            | 4          | LMP2      | 25  | Delta-ADR               | Tor Graves James Walker Rudy Junco                 | Oreca 03-Nissan           | 173     | +14 vueltas     | 8          | 4          |
| 9            | 5          | LMP2      | 41  | Greaves Motorsport      | Christian Zugel Chris Dyson Tom Kimber-Smith       | Zytek Z11SN-Nissan        | 172     | +15 vueltas     | 9          | 2          |
| 10           | 6          | LMP2      | 24  | OAK Racing              | Olivier Pla David Heinemeier Hansson Alex Brundle  | Morgan-Nissan             | 172     | +15 vueltas     | 10         | 1          |
| 11           | 7          | LMP2      | 35  | OAK Racing              | Bertrand Baguette Ricardo González Martin Plowman  | Morgan-Nissan             | 170     | +17 vueltas     | 11         | 0.5        |
| 25           | 8          | LMP2      | 45  | OAK Racing              | Jacques Nicolet Jean-Marc Merlin Erik Maris        | Morgan-Nissan             | 148     | +39 vueltas     | 12         | 0.5        |
| Ret          | Ret        | LMP2      | 31  | Lotus                   | Kevin Weeda Vitantonio Liuzzi James Rossiter       | Lotus T128                | 0       | Retirado        | Ret        | Ret        |
| LMP2         |            |           |     |                         |                                                    |                           |         |                 |            |            |
| 5            | 1          | LMP2      | 26  | G-Drive Racing          | Roman Rusinov John Martin Mike Conway              | Oreca 03-Nissan           | 178     | 6:02:27.449     | 1          | 25         |
| 6            | 2          | LMP2      | 49  | PeCom Racing            | Luis Pérez Companc Nicolas Minassian Pierre Kaffer | Oreca 03-Nissan           | 177     | +1 vuelta       | 2          | 18         |
| 7            | 3          | LMP2      | 32  | Lotus                   | Thomas Holzer Dominik Kraihamer Jan Charouz        | Lotus T128                | 174     | +4 vueltas      | 3          | 15         |
| 8            | 4          | LMP2      | 25  | Delta-ADR               | Tor Graves James Walker Rudy Junco                 | Oreca 03-Nissan           | 173     | +5 vueltas      | 4          | 12         |
| 9            | 5          | LMP2      | 41  | Greaves Motorsport      | Christian Zugel Chris Dyson Tom Kimber-Smith       | Zytek Z11SN-Nissan        | 172     | +6 vueltas      | 5          | 10         |
| 10           | 6          | LMP2      | 24  | OAK Racing              | Olivier Pla David Heinemeier Hansson Alex Brundle  | Morgan-Nissan             | 172     | +6 vueltas      | 6          | 8          |
| 11           | 7          | LMP2      | 35  | OAK Racing              | Bertrand Baguette Ricardo González Martin Plowman  | Morgan-Nissan             | 170     | +8 vueltas      | 7          | 6          |
| 25           | 8          | LMP2      | 45  | OAK Racing              | Jacques Nicolet Jean-Marc Merlin Erik Maris        | Morgan-Nissan             | 148     | +30 vueltas     | 8          | 4          |
| Ret          | Ret        | LMP2      | 31  | Lotus                   | Kevin Weeda Vitantonio Liuzzi James Rossiter       | Lotus T128                | 0       | Retirado        | Ret        | Ret        |
| LMGTE        |            |           |     |                         |                                                    |                           |         |                 |            |            |
| Pos. general | Pos. clase | Clase     | N.° | Escudería               | Pilotos                                            | Automóvil                 | Vueltas | Tiempo/Retirado | Campeonato | Campeonato |
| Pos. general | Pos. clase | Clase     | N.° | Escudería               | Pilotos                                            | Automóvil                 | Vueltas | Tiempo/Retirado | Pos.       | Puntos     |
| 12           | 1          | LMGTE Pro | 99  | Aston Martin Racing     | Bruno Senna Frédéric Makowiecki                    | Aston Martin Vantage V8   | 167     | 6:01:02.167     | 1          | 25         |
| 13           | 2          | LMGTE Pro | 51  | AF Corse                | Gianmaria Bruni Giancarlo Fisichella               | Ferrari F458 Italia       | 167     | +15.215         | 2          | 18         |
| 14           | 3          | LMGTE Pro | 71  | AF Corse                | Kamui Kobayashi Toni Vilander                      | Ferrari F458 Italia       | 167     | +16.959         | 3          | 15         |
| 15           | 4          | LMGTE Pro | 92  | Porsche AG Team Manthey | Marc Lieb Richard Lietz                            | Porsche 911 RSR           | 167     | 1:25.184        | 4          | 12         |
| 16           | 1          | LMGTE Am  | 96  | Aston Martin Racing     | Stuart Hall Jamie Campbell-Walter                  | Aston Martin Vantage V8   | 165     | +2 vueltas      | 5          | 10         |
| 17           | 2          | LMGTE Am  | 95  | Aston Martin Racing     | Christoffer Nygaard Kristian Poulsen Nicki Thiim   | Aston Martin Vantage V8   | 165     | +2 vueltas      | 6          | 8          |
| 18           | 3          | LMGTE Am  | 76  | IMSA Performance Matmut | Raymond Narac Jean-Karl Vernay                     | Porsche 911 GT3 RSR       | 165     | +2 vueltas      | 7          | 6          |
| 19           | 4          | LMGTE Am  | 81  | 8 Star Motorsports      | Enzo Potolicchio Rui Águas Matteo Malucelli        | Ferrari F458 Italia       | 164     | +3 vueltas      | 8          | 4          |
| 20           | 5          | LMGTE Pro | 91  | Porsche AG Team Manthey | Jörg Bergmeister Patrick Pilet                     | Porsche 911 RSR           | 163     | +4 vueltas      | 9          | 2          |
| 21           | 5          | LMGTE Am  | 88  | Proton Competition      | Christian Ried Gianluca Roda Paolo Ruberti         | Porsche 911 GT3 RSR       | 163     | +4 vueltas      | 10         | 1          |
| 22           | 6          | LMGTE Am  | 50  | Larbre Compétition      | Patrick Bornhauser Julien Canal Fernando Rees      | Chevrolet Corvette C6-ZR1 | 163     | +4 vueltas      | 11         | 0.5        |
| 23           | 7          | LMGTE Am  | 61  | AF Corse                | Jack Gerber Matt Griffin Marco Cioci               | Ferrari F458 Italia       | 162     | +5 vueltas      | 12         | 0.5        |
| 24           | 8          | LMGTE Am  | 57  | Krohn Racing            | Tracy Krohn Niclas Jönsson Maurizio Mediani        | Ferrari F458 Italia       | 156     | +11 vueltas     | 13         | 0.5        |
| 26           | 6          | LMGTE Pro | 97  | Aston Martin Racing     | Stefan Mücke Darren Turner Oliver Gavin            | Aston Martin Vantage V8   | 118     | +49 vueltas     | 14         | 0.5        |
| 27           | 7          | LMGTE Pro | 98  | Aston Martin Racing     | Paul Dalla Lana Pedro Lamy Richie Stanaway         | Aston Martin Vantage V8   | 84      | +83 vueltas     | 15         | 0.5        |
| LMGTE Am     |            |           |     |                         |                                                    |                           |         |                 |            |            |
| 16           | 1          | LMGTE Am  | 96  | Aston Martin Racing     | Stuart Hall Jamie Campbell-Walter                  | Aston Martin Vantage V8   | 165     | 6:01:30.478     | 1          | 25         |
| 17           | 2          | LMGTE Am  | 95  | Aston Martin Racing     | Christoffer Nygaard Kristian Poulsen Nicki Thiim   | Aston Martin Vantage V8   | 165     | +1.729          | 2          | 18         |
| 18           | 3          | LMGTE Am  | 76  | IMSA Performance Matmut | Raymond Narac Jean-Karl Vernay                     | Porsche 911 GT3 RSR       | 165     | +58.883         | 3          | 15         |
| 19           | 4          | LMGTE Am  | 81  | 8 Star Motorsports      | Enzo Potolicchio Rui Águas Matteo Malucelli        | Ferrari F458 Italia       | 164     | +1 vuelta       | 4          | 12         |
| 21           | 5          | LMGTE Am  | 88  | Proton Competition      | Christian Ried Gianluca Roda Paolo Ruberti         | Porsche 911 GT3 RSR       | 163     | +2 vueltas      | 5          | 10         |
| 22           | 6          | LMGTE Am  | 50  | Larbre Compétition      | Patrick Bornhauser Julien Canal Fernando Rees      | Chevrolet Corvette C6-ZR1 | 163     | +2 vueltas      | 6          | 8          |
| 23           | 7          | LMGTE Am  | 61  | AF Corse                | Jack Gerber Matt Griffin Marco Cioci               | Ferrari F458 Italia       | 162     | +3 vueltas      | 7          | 6          |
| 24           | 8          | LMGTE Am  | 57  | Krohn Racing            | Tracy Krohn Niclas Jönsson Maurizio Mediani        | Ferrari F458 Italia       | 156     | +9 vueltas      | 8          | 4          |

Fuentes: FIA WEC.